# Pantlitz
Pantlitz ist ein Ortsteil der Gemeinde Ahrenshagen-Daskow im Landkreis Vorpommern-Rügen.

## Geschichte
Pantlitz wurde 1347 erstmals erwähnt. Hier fand vermutlich die Schlacht an der Raxa statt. Die slawische Höhenburg aus dem 8./9. Jahrhundert war eine Grenzburg. Der Ortsname ist slawischen Ursprungs.
Gutsbesitzer waren lange Zeit die später ausgestorbene Adelsfamilie von Mörder, wohl zunächst als Ritter und in Vasallenschaft bei den Fürsten Borwin III. und Waldemar von Rostock. Zeitweise fand auch die Familie von Dechow mit größerem Hufenbesitz in Pantlitz Erwähnung.
Ab 1732 werden die von Pfuel als Gutsherren genannt, seit 1824 die Freiherren von Mecklenburg, vertreten durch Heinrich von Mecklenburg (* 1771; † 1862) und seiner Ehefrau Adelaide von Platen. Diese briefadelige Familie stiftete für Pantlitz einen Familienfideikommiss, insbesondere um langfristig die Erbreglung zu klären. 1896 bestand ein Gesamt-Armut-Verband für Pantlitz und fünf weitere Dörfer, getragen von den Kirchenpatronen der Region, von Stumpfeld-Lillienanker, Rittmeister a. D. Freiherr von Mecklenburg, Familie von Zanthier und Wilhelm Marsmann. Letzter Gutsherr der Familie war wohlhabende Hugo Freiherr von Mecklenburg (1845–1916), zugleich auch Mitinhaber des Gutes Volksdorf, respektive kurz noch seine Erben/Erbengemeinschaft. 1914 beinhaltete das Gut Pantlitz 384 ha, davon 293 ha Acker. Das Gut betrieb u. a. eine sehr große Schafsviehwirtschaft. Der Nachlass, vor allem Radierungen nach holländischen Meistern, des Pantlitzer Barons wurde in dem bekannten Rudolph Lepke’s Kunst-Auctions-Haus zu Berlin im Herbst 1916 teils versteigert.
Um 1924, bis 1945, verwaltete Oberamtmann A. Matthies das Restgut Pantlitz und betreute von Pantlitz aus mit Gut Trinwillershagen und der Domäne im Ort Saal in der Region weiteren Besitz.
Die Dorfkirche ist von 1868. Der Vorgängerbau, bis 1867, bestand aus Fachwerk. Das jetzige Gutshaus stammt vom Anfang des 20. Jahrhunderts.

## Baudenkmäler
Siehe auch: Liste der Baudenkmale in Pantlitz
- Dorfkirche Pantlitz

## Trivia
- Inspiriert von der natürlichen Kulisse von Pantlitz schuf der Künstler Eckhard Buchholz 2005 das Historienbild Auftakt zur Schlacht an der Raxa am 16. Oktober 955.[17]